# Toroca
Toroca est une localité du département de Potosí en Bolivie située dans la province de Chayanta.